# Satya
Satya ou Sathya é uma palavra em sânscrito que vagamente se traduz ao português como "verdade" ou "correto". É uma expressão de poder devido a sua pureza e significado. Tornou-se o emblema de muitos dos movimentos sociais pacíficos, particularmente aqueles centrados na justiça social, ambientalismo e vegetarianismo.